# Carlo Giuliani (organaro)
Carlo Antonio Valentino Giuliani (Montegrino Valtravaglia, 31 ottobre 1796 – Genova, 4 settembre 1855) è stato un organaro italiano.

## Biografia
Nacque a Montegrino Valtravaglia, in provincia di Varese, comune appartenente alla Comunità Montana Valli Luinesi, il 31 ottobre 1796 da Ludovico, di professione "bettoliniere", e Faustina Ferrario. Negli anni successivi la famiglia si trasferì a Milano, dove risulta censita nel 1811.

Carlo fece probabilmente il suo apprendistato a Milano; al riguardo però non si hanno notizie e si può solo ipotizzare che abbia frequentato la bottega di qualche organaro abitante nelle vicinanze, forse quella di Paolo Chiesa, unico costruttore segnalato dalla stampa locale per il 1811. Nei primi anni '20 decise di trasferirsi in Liguria ma non si conoscono né la data esatta né le motivazioni che lo spinsero ad emigrare; tuttavia si può ragionevolmente ipotizzare che le opportunità di lavoro e il desiderio di affrancarsi da un lungo periodo di apprendistato abbiano avuto un ruolo determinante nella decisione.

La prima notizia del suo coinvolgimento nell'arte organaria risale al 1824, quando la «Gazzetta di Genova» gli dedicò qualche riga in occasione dell'organo da lui costruito per l'Oratorio del Cristo Risorto a Savona:
«Il sig. Carlo Giuliani, milanese, fabbricatore d'organi, che ha dimorato per ben due anni in Savona, lavorando continuamente non solo a ristorare gli organi, ma a perfezionarli coll'addizione di nuovi registri, ma facendone altresì de' nuovi, tra' quali uno posto ultimamente nell'oratorio del Cristo di Pasqua [...] Ora il sig. Giuliani viene a stabilirsi in Genova, chiostro di S. Fede, num. 297» (4 settembre 1824)
A conferma del suo soggiorno nel Savonese, sono emerse in epoca recente alcune attestazioni documentarie: nell'agosto del 1822 eseguì lavori all'organo della parrocchiale di Quiliano (Savona) e nel 1823 all'organo Filippo Piccaluga della parrocchiale di Légino, a Savona. Quest'ultimo intervento è testimoniato da una sua iscrizione, con data, sulla canna del Do1 dell'Ottava.

Carlo Giuliani si stabilì definitivamente a Genova prendendo residenza nella Commenda di Prè; il laboratorio era invece ubicato nel Chiostro di S. Fede, nello stesso sestiere. Nel 1825 si sposò con Francesca Dasso, "cucitrice", dalla quale ebbe un unico figlio, Ludovico (1828). Intorno al 1830 trasferì l'attività in Salita della Provvidenza (nei pressi dell'attuale stazione ferroviaria di Piazza Principe), sede che rimarrà invariata sino alla sua morte avvenuta il 4 settembre 1855 a seguito di un'epidemia di colera. Il giorno seguente fu sepolto nel cimitero di Staglieno.

## L'attività organaria
La produzione organaria di Carlo Giuliani si situa tra il 1822 e il 1855 ed allo stato attuale delle ricerche risulta localizzata nel Ponente Ligure, nel basso Piemonte e in Sardegna: un'attività che si svolse negli stessi anni e negli stessi luoghi in cui operaro i pavesi Buzzoni, anch'essi trapiantati a Genova negli anni '20 dell'Ottocento.

Giuliani era solito apporre sul frontalino sopra la tastiera il suo cartellino a stampa, che completava a mano con il numero d'opus. Il numero più alto finora noto è il 79; si può quindi stimare l'opera in poco meno di un centinaio di lavori comprendendovi non solo gli organi nuovi ma anche le riparazioni e i rifacimenti. Per quanto riguarda la tipologia costruttiva, il riferimento è alla tradizione lombarda.
Un elenco degli organi attualmente noti è stato pubblicato da Maurizio Tarrini e Giancarlo Bertagna negli atti del convegno di Grondona, pp. 49–55 (cfr. Bibliografia).

### Discografia
- Organo di Grondona, Letizia Romiti organo, CD Tactus (TC 600008), 2006.